# ترول پولف
ترول پولف (بلغاری: Тервел Венков Пулев؛ زادهٔ ۱۰ ژانویهٔ ۱۹۸۳) بوکسور اهل بلغارستان است.